# عزوز بقاق
عزوز بقاق (بالفرنسية: Azouz Begag) كاتب وروائي وباحث في علم الاجتماع فرنسي ذو أصل جزائري
تقلد عدة مناصب عليا في الدولة الفرنسية؛ منها وزارة تكافؤ الفرص في حكومة دومينيك دو فيلبان من الثاني من يونيو 2005 إلى الخامس من أبريل 2007. وكانت بينه وبين نيكولا ساركوزي وزير الداخيلية آنذاك خصومة شديدة بعدما ندد بقاق بأقوال ساركوزي الذي وصف الصبيان المشاغبين في الأحياء الشعبية الفرنسية بالـ«حثالة». وعلى إثر ذلك رفض أن يؤيد ساركوزي أثناء الحملة الانتخابية الفرنسية في ربيع 2007 وانضم إلى فريق فرنسوا بايرو.

## الأوسمة المتحصل عليها
- وسام فارس جوقة الشرف متحصل عليها من الدولة الفرنسية سنة 2005 وهو أعلى وسام في الدولة الفرنسية.

## روابط خارجية
- عزوز بقاق على موقع IMDb (الإنجليزية)
- عزوز بقاق على موقع ألو سيني (الفرنسية)
- عزوز بقاق على موقع أول موفي (الإنجليزية)
- عزوز بقاق على موقع قاعدة بيانات الفيلم (الإنجليزية)
- عزوز بقاق على موقع كينوبويسك (الروسية)